# Doré Doré
Doré Doré 1819 plus connue sous l'appellation DD, est une société française de fabrication de bonneterie, essentiellement de chaussettes et de collants, fondée en 1819 par Jean-Baptiste Doré. Sa marque est l'une des plus anciennes marques françaises de chaussettes.

## Historique
La « Maison Doré » est fondée en 1819. En 1862, la marque Doré Doré est créée par la réunion de deux branches familiales. Sa marque gagne la médaille d'or à l'exposition universelle de Paris en 1867. En 1926, elle crée la socquette pour enfant. 
Elle compte jusqu'à 1700 salariés dans les années 1960. 
En mai 2003 l'entreprise Etablissement Doré Doré fait l'objet d'un plan de cession,.
L'acheteur est la société Doré Doré 1819. La commercialisation est aujourd'hui assurée par cette même société.
La production en France cesse en novembre 2011. L'usine de Fontaine-les-Grès, ferme ses portes en 2011. 48 personnes sont licenciées . La production de chaussettes et de collants haut de gamme est transférée en Italie.
En février 2019, la marque ouvre son "flagship store" situé dans le 6ème arrondissement de Paris (rue de Rennes).

## Liens
- Site officiel
- Boutique officielle Doré Doré en ligne
- Site officiel (La Belgique)